# Villanova Mondovì
Villafalletto là một đô thị tại tỉnh Cuneo trong vùng Piedmont của Italia, vị trí cách khoảng 60 km về phía nam của Torino và khoảng 20 km về phía bắc của Cuneo. Tại thời điểm ngày 31 tháng 12 năm 2004, đô thị này có dân số 2.900 người và diện tích là 29,6 km².
Villafalletto giáp các đô thị: Busca, Centallo, Costigliole Saluzzo, Fossano, Savigliano, Tarantasca, Verzuolovà Vottignasco.
Villafalletto là nơi sinh của Bartolomeo Vanzetti.